# New Moon Rising
New Moon Rising (Luna nueva en España y El nacimiento de la Luna nueva en América Latina) es el decimonoveno episodio de la cuarta temporada de Buffy the Vampire Slayer.
En este episodio se confirma que Willow y Tara tienen una relación que va más allá de la amistad.

## Argumento
Buffy (Sarah Michelle Gellar) ha notado un descenso de actividad demoníaca durante las patrullas, y Giles (Anthony Stewart Head) cree que tiene que ver con Adam. Son interrumpidos por la llegada de Oz (Seth Green), quien queda con Willow (Alyson Hannigan) para hablar más tarde. Durante la patrulla nocturna, Buffy le explica a Riley (Marc Blucas) la relación entre Willow y Oz. Cuando Riley descubre que Oz es un licántropo no se lo toma muy bien y Buffy se enfada con él.
Mientras tanto, Oz lleva a Willow a ver la luna llena. Ella quiere saber cómo ha conseguido controlar al lobo y él por su parte espera que puedan volver a estar juntos. En el cementerio, tres miembros de la Iniciativa son atacados y uno de ellos ve que el atacante es un hombre lobo. Oz le explica a Willow que viajó al Tíbet, donde aprendió a controlar al lobo. Mientras ella está en el baño llega Tara (Amber Benson), pero cuando Oz abre la puerta, decide irse y regresar más tarde entendiendo que Oz y Willow han vuelto. 
Mientras tanto, en el cuarto de Riley, Buffy trata de explicarle que hay diferencias entre los demonios y que algunos son buenos, pero aparece Forrest (Leonard Roberts) diciendo que un hombre lobo ha matado a uno de los suyos y lesionado a otro. Buffy regresa a su dormitorio y se encuentra con Willow. Cuando le pregunta por Oz, Willow comenta lo complicado que es todo y acaba revelando sus sentimientos por Tara. Buffy muestra su apoyo a su amiga.
Willow va a ver a Tara y le dice que no ocurrió nada entre ella y Oz la noche anterior. Tara le dice que ella será su amiga sin importar lo que pase. Más tarde, Oz se encuentra a Tara en el pasillo y nota el olor de Willow en ella. Su lobo intuye que entre ellas hay algo más que una amistad y comienza a transformarse en hombre lobo. Antes de que se complete la transformación le dice a Tara que corra. Ya completamente transformado empieza a persiguirla, pero Riley, Forrest y otros miembros de la Iniciativa le atrapan y se lo llevan a las instalaciones.
Mientras, Adam se ofrece a quitarle el chip de la cabeza a Spike (James Marsters) si él le ayuda contra Buffy.
En el apartamento de Giles la pandilla traza un plan para liberar a Oz, quien despierta encerrado en una jaula. Mientras los científicos le hacen pruebas, Riley trata de detenerles hasta que sus compañeros le sacan de la habitación. En casa de Giles, Buffy decide infiltrarse con Xander (Nicholas Brendon) y Willow. Aparece Spike y les anuncia que les puede señalar el camino. Mientras tanto, Riley le da algunas ropas a Oz, pero cuando están escapando les detiene un escuadrón.
Un superior le dice a Riley que desde que está con la Cazadora se ha convertido en un traidor. Anya y Giles cortan la electricidad de la base de la Iniciativa, mientras que Spike les enseña al resto de la pandilla la entrada secreta. Sorprenden al guardia y le usan como rehén para llegar hasta Oz, pero ahora también tienen que rescatar a Riley. Éste tiene que esconderse en las ruinas del instituto y admite que se equivocó con Oz. Buffy le cuenta entonces su complicada relación con Ángel.
Oz y Willow están en su furgoneta. Hablan y se dan cuenta de que lo mejor es separarse otra vez. Willow aparece en el dormitorio de Tara con una vela y le dice que ella es la persona con la que quiere estar. 

### Análisis
Es la primera vez que Willow Rosenberg reconoce ante alguien que está enamorada de Tara Maclay; y es en este episodio cuando finalmente se le dice al espectador que llevaban una relación. En un diálogo con Willow, Buffy Summers intuye que está enamorada de Tara y actúa de manera algo extraña, aunque finalmente le dice a Willow que está contenta de que se lo hubiera dicho. La explicación a su reacción queda explicada más adelante, al final del episodio, en otro diálogo de Buffy con Riley Finn. 
Unas horas antes habían discutido porque Riley no entendía cómo una chica como Willow podía tener una relación con un hombre lobo, afirmando que «parecía más lista». Buffy, pensando en Ángel, se enfada con él y así se pasa hasta esa noche en la que decide contarle la verdad sobre su relación con Ángel. 
Esa noche con Riley intenta disculparse por la reacción que tuvo en esa conversación, y Buffy, le dice que entiende saber que Willow no mantenía una relación «normal» -aludiendo al espectador a la relación entre Tara y Willow, y Buffy y Ángel- pudiera extrañarle un poco. Y es por esto por lo que Riley -y Buffy- reaccionaron de esa forma al conocer esas relaciones.
Otro pequeño dato que parece que se da es que cuando Oz es capturado y le hacen pruebas, los científicos de La Iniciativa le ponen sobre la piel un aparato que parece electrificarlo y Oz se convierte en licántropo. El científico dice que podría ser que reaccionara por un impulso negativo, cosa que se demuestra cuando ve a Tara en el episodio y averigua que tiene una relación con Willow, y este se transforma en hombre lobo e intenta atacarla.
En otro episodio La bella y las bestias, también se trata el tema de la violencia por los celos. Y se podría considerar que el hombre lobo representa todo lo malo -por agresivo- que hay en la condición humana, ya que pierden la totalidad de la conciencia de sí mismos y se vuelven muy agresivos, llegando incluso a matar como se vio en Corazón salvaje.

## Reparto

### Personajes principales
- Sarah Michelle Gellar como Buffy Summers.
- Nicholas Brendon como Xander Harris.
- Alyson Hannigan como Willow Rosenberg.
- Marc Blucas como Riley Finn.
- James Marsters como Spike.
- Anthony Stewart Head como Rupert Giles.

### Apariciones especiales
- Emma Caulfield como Anya.
- Amber Benson como Tara Maclay.
- Leonard Roberts como Forrest Gates.
- Bailey Chase como Graham Miller.
- Robert Patrick Benedict como Jape - Lacayo de Adam (escenas eliminadas).
- Conor O'Farrell como Coronel McNamara.
- George Hertzberg como Adam.
- Seth Green como Oz.

### Personajes secundarios
- James Michael Connor como Científico #1.
- Mark Daneri como Científico #2.
- Dorron Keeman como Comando #2.

## Producción

### Guion
Josh Whedon comentó que no estaba seguro de si el personaje que mantendría una relación sexual con alguien del mismo sexo sería Willow Rosenberg o Xander Harris.[cita requerida]

### Título
El título del episodio es una referencia a la canción «Bad Moon Rising» de Creedence Clearwater Revival.

## Continuidad
Aquí se presentan los hechos que o bien influyen en la cuarta temporada exclusivamente, o bien que viniendo de episodios anteriores influyen en este. Y por último, acontecimientos que ocurren en este episodio que influyen en las demás temporadas o en alguna otra temporada.

### Para la cuarta temporada
- Adam aparece una vez más urdiendo un plan, con ayuda de Spike, para acabar con Buffy.
- Oz aparece una última vez en la serie.

### Para todas o las demás temporadas
- Riley Finn abandona La Iniciativa después de haber ayudado a Oz escapar de las instalaciones.